# Fire Garden
《Fire Garden》은 미국의 기타리스트 스티브 바이의 네 번째 스튜디오 음반으로, 1996년 9월 17일, 에픽 레코드를 통해 발매되었다. 이 음반은 미국 빌보드 200에서 106위에 올랐고 2주 동안 그 차트에 머물렀을 뿐만 아니라 다른 세 나라에서 톱 100에 올랐다.

## 개요
라이너 노트에서 바이에 의해 설명되었듯이, 《Fire Garden》은 두 개의 "단계"로 나뉜 콘셉트 음반이다. 은 "1단계"는 트랙 1~9로 구성되며 완전히 인스트루멘털한 반면(〈Whookam〉의 데빈 타운젠드의 백 보컬과 〈Fire Garden Suite〉의 마지막을 향해 더 많은 보컬을 제외하고), 음반의 나머지 부분인 "2단계"는 기악곡 〈Warm Regards〉를 제외한 모든 곡의 보컬을 바이가 수록되어 있다. 《Fire Garden》은 더블 음반으로 계획되었지만 마스터링하는 동안 바이는 새로운 80분짜리 CD 포맷(표준 CD의 74가 아닌)에 대해 들었고, 이것은 양측이 하나의 디스크에 모두 들어갈 수 있다는 것을 의미했다.
〈Dyin' Day〉는 오지 오스본이 1995년 오스본의 음반 《Ozzmosis》의 작사, 작곡 세션에서 공동 작사, 작곡했다. 이 세션의 또 다른 곡인 〈My Little Man〉은 《Ozzmosis》에 진입했고, 이 음반에서 바이가 공동 작사, 작곡한 것으로 인정받고 있다.

## 평가
| 전문가 평가 | 전문가 평가 |
| 평가 점수   | 평가 점수   |
| 출처        | 점수        |
| ----------- | ----------- |
| AllMusic    | [ 1 ]       |

올뮤직의 스티븐 토마스 얼와인은 《Fire Garden》에게 5점 만점에 4개의 별을 주면서, "새 음반마다 성장하고 기지개를 켜는 음악가의 인상적인 노력"과 "기타 이외의 괴짜들도 즐길 수 있는 것"이라고 말했다. 그는 바이의 보컬이 "그들이 그의 기악 작품만큼 표현하기까지는 아직 갈 길이 남아 있지만, 이 미묘하고 밀도 높은 컨셉의 음반은 그가 지금까지 그의 음악적 성격의 양면을 통합하는데 있어 가장 가깝다"고 말했다.

## 곡 목록
모든 곡들은 특별한 언급이 없는 한 스티브 바이에 의해 작사/작곡하였다.
| #  | 제목                                                                                      | 작사·작곡                                   | 재생 시간 |
| -- | ----------------------------------------------------------------------------------------- | ------------------------------------------- | --------- |
| 1. | 〈There's a Fire in the House〉                                                           |                                             | 5:26      |
| 2. | 〈The Crying Machine〉                                                                    |                                             | 4:50      |
| 3. | 〈Dyin' Day〉                                                                             | 바이, 오지 오스본                           | 4:29      |
| 4. | 〈Whookam〉                                                                               |                                             | 0:36      |
| 5. | 〈Blowfish〉                                                                              |                                             | 4:03      |
| 6. | 〈The Mysterious Murder of Christian Tiera's Lover〉                                      |                                             | 1:02      |
| 7. | 〈Hand on Heart〉                                                                         |                                             | 5:25      |
| 8. | 〈Bangkok〉                                                                               | 베뉘 안데르손, 비에른 울바에우스, 팀 라이스 | 2:46      |
| 9. | 〈Fire Garden Suite〉 - 〈Bull Whip〉 - 〈Pusa Road〉 - 〈Angel Food〉 - 〈Taurus Bulba〉 |                                             | 9:56      |

| #   | 제목                        | 재생 시간 |
| --- | --------------------------- | --------- |
| 10. | 〈Deepness〉                | 0:47      |
| 11. | 〈Little Alligator〉        | 6:12      |
| 12. | 〈All About Eve〉           | 4:38      |
| 13. | 〈Aching Hunger〉           | 4:45      |
| 14. | 〈Brother〉                 | 5:04      |
| 15. | 〈Damn You〉                | 4:31      |
| 16. | 〈When I Was a Little Boy〉 | 1:18      |
| 17. | 〈Genocide〉                | 4:11      |
| 18. | 〈Warm Regards〉            | 4:06      |